# Orsara di Puglia
Orsara di Puglia és un municipi de la província de Foggia, regió de la Pulla, Itàlia.

Localització d'Orsara di Puglia dins de la prov. de Foggia